# Parade (film)
Parade is een film van Jacques Tati uit 1974.
Tati was haastig op zoek naar werk en accepteerde elke klus die hem aangeboden werd. Daarom maakte hij voor de Zweedse televisie deze televisiefilm over het circusleven. De film is een collage van  circusacts, waarbij de rollen van publiek, artiesten, en medewerkers achter de schermen voortdurend door elkaar heen lopen. Tati laat onder andere de sportacts zien waarmee hij zijn carrière als mimespeler begon en treedt tevens op als zanger.